# オランダの誤謬
オランダの誤謬（オランダのごびゅう）とは、オランダをはじめとする豊かな国々の環境への影響が、その国の中だけで完結していると思い込んでしまう誤謬である。ポール・R・エーリックとその共著者が提唱している。

## 内容
環境学者は、20世紀後半から、貧困国の環境シンク状況とシンク能力を分析してきた。
環境を汚染する産業が富裕国から貧困国に移ると、富裕国のエコロジカル・フットプリントが縮小する一方、国際的なエコロジカル・フットプリントが増加したり減少したりする。この誤謬の本質は、輸入品に起因する多くの発展途上国や公海での環境破壊の増加や、先進国に直接起因するそのような国の経済の変化を無視することにある。
このような考えは、特定の先進国の環境への影響が減少しているという誤った主張につながりうるが、全体的・国際的に考えると逆だ。さらにこの考え方は、地球環境改善に向けた楽観的すぎる予測を助長する可能性がある。
オランダは世界中にウォーター・フットプリントを残すことに関して大きな影響を与えた。オランダは、他の国から水を輸入して水不足の値域を増やすことで、このフットプリントを残してきた。国のウォーター・フットプリントは、国内で使われる水資源か、外部に委託している水資源に由来しているだろう。オランダの消費者が水を消費することで、農作物と工業製品に由来するウォーター・フットプリントを残してきた。